# Тиндаль (гора)
Тиндаль (англ. Mount Tyndall) — горная вершина в массиве Сьерра-Невада в западном поясе Кордильер в Северной Америке.
Находится в Калифорнии, США, на территории национального парка Секвойя. Высота горы 4275 метров над уровнем моря. Расположена примерно в 2,4 километрах к западу от горы Уильямсон.
Пик был назван в честь британского учёного и альпиниста Джона Тиндаля.